# Pectinariophyes
Pectinariophyes is een geslacht van halfvleugeligen uit de familie Machaerotidae. De wetenschappelijke naam van dit geslacht is voor het eerst geldig gepubliceerd in 1906 door Kirkaldy.

## Soorten
Het geslacht Pectinariophyes omvat de volgende soorten:
- Pectinariophyes antica Jacobi, 1921
- Pectinariophyes basicostalis Maa, 1963
- Pectinariophyes hyalinipennis (Stål, 1855)
- Pectinariophyes luzonensis (Baker, 1927)
- Pectinariophyes notanda (Distant, 1916)
- Pectinariophyes reticulata (Spangberg, 1878)
- Pectinariophyes rudinotum Maa, 1963
- Pectinariophyes stalii (Spangberg, 1878)